# 22-га паралель південної широти
22-га паралель південної широти — лінія широти, що лежить на 22 градуси південніше земної екваторіальної площини. Вона проходить через Атлантичний океан, Африку, Індійський океан, Австралазію, Тихий океан та Південну Америку.
Через паралель проходить частина кордону між Намібією та Ботсваною та частина кордону між Болівією та Аргентиною.

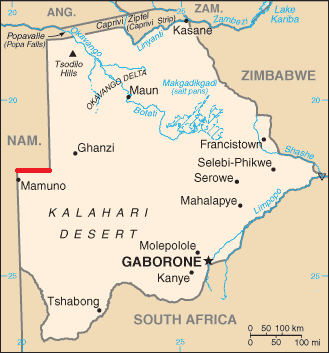
Через 22-гу паралель південної широти проходить частина кордону Намібії з Ботсваною

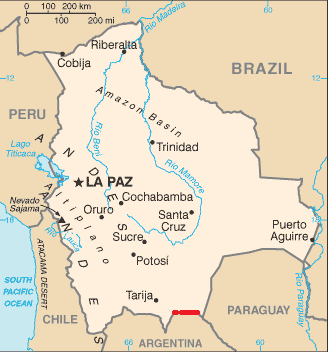
Через 22-гу паралель південної широти проходить частина кордону Болівії з Аргентиною

## Список географічних об'єктів, що перетинає 22° пд. ш.
Починаючи з Гринвіцького меридіану та рухаючись на схід, 22-га паралель південної широти проходить через:
| Координати                                                    | Країна, територія або море                  | Примітки |
| ------------------------------------------------------------- | ------------------------------------------- | --- |
| 22°0′ пд. ш. 0°0′ сх. д. / 22.000° пд. ш. 0.000° сх. д.       | Атлантичний океан                           | |
| 22°00′ пд. ш. 14°10′ сх. д. / 22.000° пд. ш. 14.167° сх. д.   | Намібія                                     | |
| 22°00′ пд. ш. 20°00′ сх. д. / 22.000° пд. ш. 20.000° сх. д.   | Становить кордон між Намібією та Ботсваною  | |
| 22°00′ пд. ш. 21°00′ сх. д. / 22.000° пд. ш. 21.000° сх. д.   | Ботсвана                                    | |
| 22°00′ пд. ш. 29°02′ сх. д. / 22.000° пд. ш. 29.033° сх. д.   | Зімбабве                                    | |
| 22°00′ пд. ш. 31°44′ сх. д. / 22.000° пд. ш. 31.733° сх. д.   | Мозамбік                                    | |
| 22°00′ пд. ш. 35°19′ сх. д. / 22.000° пд. ш. 35.317° сх. д.   | Мозамбіцька протока                         | |
| 22°00′ пд. ш. 43°16′ сх. д. / 22.000° пд. ш. 43.267° сх. д.   | Мадагаскар                                  | Проходить через острів Мадагаскар |
| 22°00′ пд. ш. 48°05′ сх. д. / 22.000° пд. ш. 48.083° сх. д.   | Індійський океан                            | |
| 22°00′ пд. ш. 113°56′ сх. д. / 22.000° пд. ш. 113.933° сх. д. | Австралія                                   | Західна Австралія — проходить через Північно-Західний півострів[en] |
| 22°00′ пд. ш. 114°08′ сх. д. / 22.000° пд. ш. 114.133° сх. д. | Затока Ексмут[en]                           | |
| 22°00′ пд. ш. 114°30′ сх. д. / 22.000° пд. ш. 114.500° сх. д. | Австралія                                   | Західна Австралія Північна Територія Квінсленд |
| 22°00′ пд. ш. 149°29′ сх. д. / 22.000° пд. ш. 149.483° сх. д. | Коралове море                               | Проходить повз острови Коралового моря, Австралія |
| 22°00′ пд. ш. 166°01′ сх. д. / 22.000° пд. ш. 166.017° сх. д. | Нова Каледонія                              | Проходить через Нову Каледонію |
| 22°00′ пд. ш. 166°45′ сх. д. / 22.000° пд. ш. 166.750° сх. д. | Тихий океан                                 | Проходить південніше острова Мангая, Острови Кука Проходить південніше островів Марія[en], Французька Полінезія Проходить між атолами Муруроа та Фангатауфа, Французька Полінезія |
| 22°00′ пд. ш. 136°12′ зх. д. / 22.000° пд. ш. 136.200° зх. д. | Нова Каледонія                              | Проходить через атол Марія[en] |
| 22°00′ пд. ш. 136°10′ зх. д. / 22.000° пд. ш. 136.167° зх. д. | Тихий океан                                 | |
| 22°00′ пд. ш. 70°11′ зх. д. / 22.000° пд. ш. 70.183° зх. д.   | Чилі                                        | Антофагаста |
| 22°00′ пд. ш. 68°03′ зх. д. / 22.000° пд. ш. 68.050° зх. д.   | Болівія                                     | |
| 22°00′ пд. ш. 66°17′ зх. д. / 22.000° пд. ш. 66.283° зх. д.   | Аргентина                                   | |
| 22°00′ пд. ш. 65°52′ зх. д. / 22.000° пд. ш. 65.867° зх. д.   | Болівія                                     | |
| 22°00′ пд. ш. 63°56′ зх. д. / 22.000° пд. ш. 63.933° зх. д.   | Становить кордон між Болівією та Аргентиною | |
| 22°00′ пд. ш. 63°43′ зх. д. / 22.000° пд. ш. 63.717° зх. д.   | Болівія                                     | Приблизно на 4,5 км — проходить південніше Якуїби |
| 22°00′ пд. ш. 63°40′ зх. д. / 22.000° пд. ш. 63.667° зх. д.   | Становить кордон між Болівією та Аргентиною | |
| 22°00′ пд. ш. 62°48′ зх. д. / 22.000° пд. ш. 62.800° зх. д.   | Болівія                                     | |
| 22°00′ пд. ш. 62°34′ зх. д. / 22.000° пд. ш. 62.567° зх. д.   | Парагвай                                    | |
| 22°00′ пд. ш. 57°58′ зх. д. / 22.000° пд. ш. 57.967° зх. д.   | Бразилія                                    | Мату-Гросу-ду-Сул Сан-Паулу Мінас-Жерайс Ріо-де-Жанейро |
| 22°00′ пд. ш. 40°59′ зх. д. / 22.000° пд. ш. 40.983° зх. д.   | Атлантичний океан                           | |